# Великоалександровский поселковый совет
Великоалександровский поселковый совет (укр. Великоолександрівська селищна рада) — входит в состав
Великоалександровского района
Херсонской области
Украины.
Административный центр поселкового совета находится в 
пгт Великая Александровка.

## История
- 1803 — дата образования.

## Населённые пункты совета
- пгт Великая Александровка
- с. Твердомедово